# تيموثي إس. جورج
تيموثي إس. جورج (بالإنجليزية: Timothy S. George)‏ هو أكاديمي أمريكي، ولد في 1955.